# Krajinai Szerb Köztársaság
A Krajinai Szerb Köztársaság (szerbül: Република Српска Крајина (РСК)/Republika Srpska Krajina (RSK)), egyszerűbben Szerb Krajina, vagy Krajina, egy a délszláv háború idején a Horvátország területén belül önmagát függetlennek kikiáltó, többségében szerbek lakta terület volt. Alapítása 1990 szeptemberében történt, de nemzetközileg soha nem ismerték el. Formálisan 1991 és 1995 között létezett. A Krajina nevet, mely határvidéket jelent a 16. században Habsburg Birodalom idejében keletkezett és a 19. században megszűnt, az Oszmán Birodalom elleni védelem céljából létrehozott katonai határőrvidék szerb és horvát nevéből vették át. A Krajinai Szerb Köztársaság kormánya a Jugoszláv Néphadsereg (JNA) erőire támaszkodva etnikai jellegű háborút folytatott a Horvát Köztársaság ellen annak nemzetközileg elismert határain belül a szerbek lakta területek elszakításáért.

## Története

### Előzmények
A krajina elnevezés (jelentése: „határvidék”) abból a katonai határőrvidékből ered, amelyet a Habsburg Birodalom 1553 és 1578 között Horvátország és Szlavónia területeinek az Oszmán Birodalommal szomszédos részeiből hasított ki azzal a céllal, hogy megvédje területeit a török terjeszkedéssel szemben. Erre a területre az Oszmán Birodalom határközeli részeiből (Bosznia és Szerbia) sok szerb és vlach vándorolt be, melyet a Habsburgok a betelepülőknek adott kiváltságokkal is ösztönöztek azzal a céllal, hogy megerősítsék velük a helyőrségekben szolgáló határvédő erőket az oszmánok elleni harcban. A török veszély megszűnésével azonban már nem volt szükség a határőrvidékekre, ezért 1869 és 1871 között megszüntették a katonai közigazgatást. Annak érdekében, hogy a szerbek elfogadják a Horvátországhoz való tartozást, 1867. május 11-én az országgyűlés ünnepélyesen kinyilvánította, hogy a Háromegy Királyság egyenrangú nemzetként ismeri el a benne élő szerbeket a horvát nemzettel. Ezt követően 1881-ben a katonai határőrvidék végleg megszűnt, és a határőrvidék területét a horvát vármegyékbe integrálták.

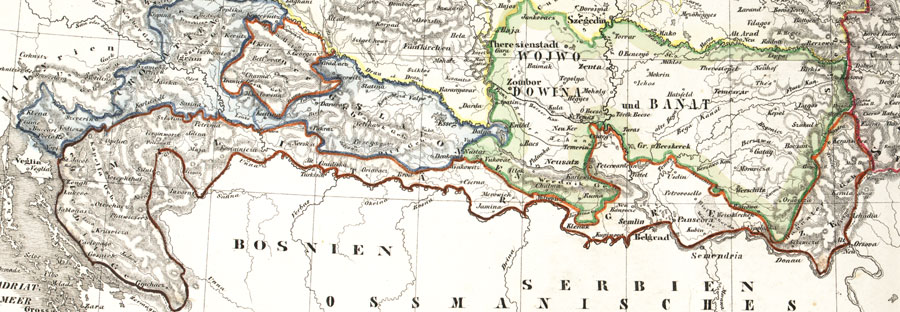
A katonai határőrvidék (piros színnel) 1800-ban a Habsburg Birodalomban.

Az első világháború 1918-as befejezését követően a korábban a katonai határőrvidékhez tartozó régiók a Szerb-Horvát-Szlovén Királyság fennhatósága alá kerültek, ahol a régi Horvátország és Szlavónia nagy részével együtt a Száva Banovina részét képezték. A két világháború között a horvát és szlavóniai Krajina, valamint a boszniai Krajina és más, Szerbiától nyugatra fekvő régiók szerbjei Független Demokrata Párt néven jelentős politikai pártot szerveztek Svetozar Pribićević vezetésével. Az új államban az eltérő politikai célok miatt nagy volt a feszültség a horvátok és a szerbek között. A horvát autonómiáért folytatott küzdelem kora egyik legtekintélyesebb horvát vezetőjének, Stjepan Radićnak a parlamenti meggyilkolásával és a szerbek által uralt biztonsági szervek általi elnyomással tetőzött.
1939 és 1941 között a Jugoszláviában kialakult horvát-szerb politikai és társadalmi ellentét feloldása érdekében a Jugoszláv Királyság létrehozta Horvátország autonóm banovináját (bánság), amelybe (többek között) a volt katonai határőrvidék nagy része, valamint Bosznia-Hercegovina egyes részei is beletartoztak. 1941-ben a tengelyhatalmak megszállták Jugoszláviát, és ennek nyomán kikiáltották a Független Horvát Államot (amelybe a mai Bosznia-Hercegovina egésze és Szerbia egy része, a Kelet-Szerémség) is beletartozott. Az új állam a német kollaboráns Usztasa párt uralma alá került, amely azonnal népirtó politikába kezdett a szerbekkel, zsidókkal és a horvát ellenzékiekkel szemben, ami százezrek halálához vezetett. Ebben a helyzetben a Knin környéki szerbek inkább a csetnikekhez, míg a banovinai és szlavóniai régiókból származó szerbek a partizánokhoz csatlakoztak. Különféle csetnik csoportok is elkövettek atrocitásokat a horvátok ellen Lika számos területén és Észak-Dalmácia egyes részein.

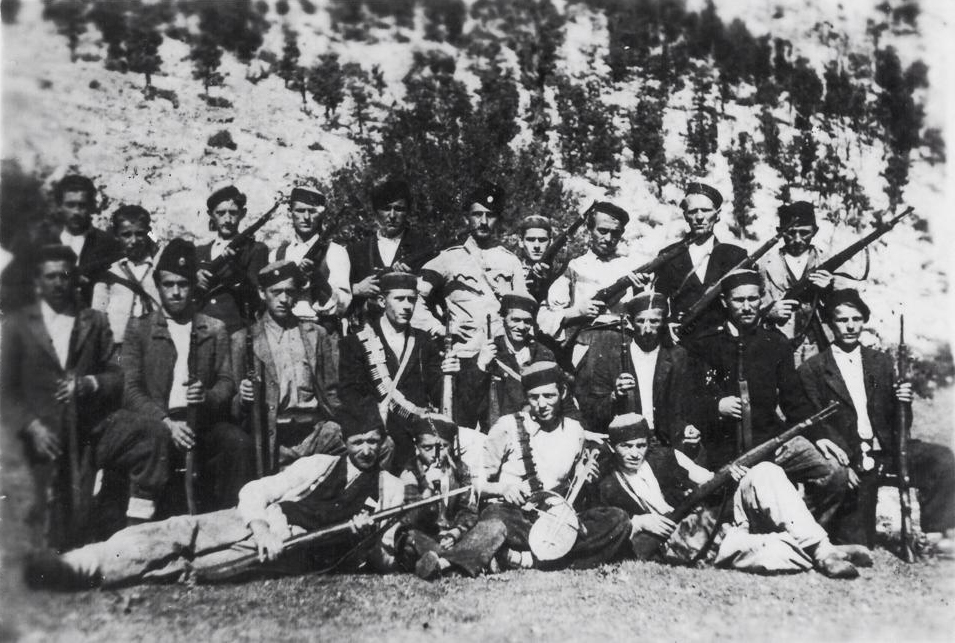
A csetnik Dinara-hadosztály katonái 1940-ben a Lika-hegységben.

A második világháború végén, 1945-ben a partizánok győztek, és a krajinai régió a Horvát Népköztársaság része lett egészen 1963. április 7-ig, amikor a szövetségi köztársaság nevét Horvát Szocialista Köztársaságra változtatták. Josip Broz Tito (egyéb mozgalmakkal együtt, mint például a horvát tavasz) elnyomta a régió autonóm politikai szervezeteit; az 1965-ös és az 1974-es jugoszláv alkotmány azonban jelentős jogokat biztosított a nemzeti kisebbségeknek – köztük a Horvátországi szerbeknek is. A Horvátország 1991-es függetlenségének kikiáltása után létrejövő szerb „Krajina” entitás háromféle területet foglalt magában: a történelmi katonai határőrvidék nagy részét, többségében szerb lakossággal; olyan területeket, mint Észak-Dalmácia olyan részei, amelyek soha nem képezték a határőrvidék részét, de többségében vagy nagy tömegben szerbek lakták, beleértve az önjelölt entitás fővárosát, Knint; valamint olyan, Szerbiával határos területeket (Baranya, Vukovár), ahol a szerbek jelentős kisebbséget alkottak. A történelmi katonai határőrvidék nagy része (Lika nagy része, a Belovár városa körüli terület, Közép- és Délkelet-Szlavónia) a Krajinai Szerb Köztársaságon kívül feküdt, és nagyrészt horvát lakossága volt. 

### Kikiáltása
A horvátországi szerbek lakta régiók nagy aggodalmat keltettek a 80-as évek végén Slobodan Milošević vezette szerb nacionalista mozgalomban. 1986 szeptemberében egy szerb újság részben kiszivárogtatta a Szerb Tudományos és Művészeti Akadémia Szerbia és szerbek státuszáról szóló memorandumát, mely egy sor sérelmet sorolt fel a jugoszláv szövetségi állam ellen, azt állítva, hogy a koszovói helyzet „népirtás”, és panaszkodott a szerbek állítólagos diszkriminációjáról a horvát hatóságok részéről. Az állítások között szerepelt, hogy „a Független Horvát Állam idejét leszámítva a horvátországi szerbek soha nem voltak annyira veszélyeztetve, mint manapság”. A feszültséget tovább gerjesztette, hogy Milošević hívei megdöntötték a Vajdaság és Montenegró kormányát, valamint 1989-ben megsemmisítették Koszovó és a Vajdaság autonómiát, amely során a jugoszláv szövetségi elnökségben a 8 szavazatból Milošević és hívei 4-et birtokoltak, így megszerezve a hatalmat minden döntésnek az elnökség általi blokkolására. Ezen kívül 1989-ben Szerbia nyomására egy sor szerb nacionalista gyűlést tartottak Horvátországban. 1989. július 8-án Kninben egy nagy nacionalista gyűlést tartottak, amelyen a JNA horvátországi beavatkozásával fenyegető transzparenseket, valamint csetnik szimbólumokat helyeztek ki, ami felháborította a horvát közvéleményt. A horvát függetlenségpártiak 1990-es győzelme még feszültebbé tette a helyzetet, különösen annak tükrében, hogy az ország szerb kisebbségét Milošević támogatta. 1991-ben a szerbek tették ki Horvátország lakosságának körülbelül 12,2%-át (581 663 fő).

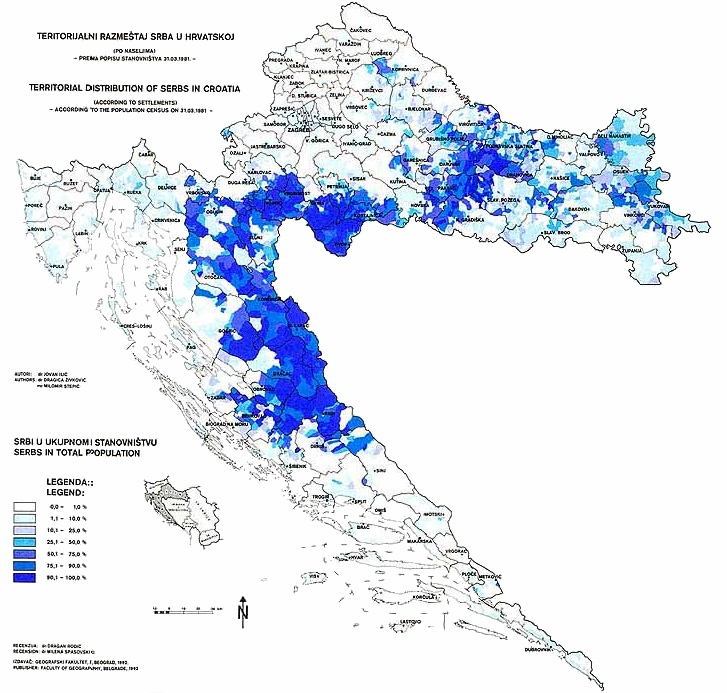
A szerbek lakta területek a Horvát Szocialista Köztársaságban az 1981-es népszámlálás szerint.

A szerbek egyre inkább ellenezték Franjo Tuđman politikáját, akit 1990 áprilisában Horvátország elnökévé választottak. Tuđman nyíltan képviselte a független Horvátország megteremtését. 1990. május 30-án Jovan Rašković Szerb Demokrata Pártja (SDS) minden kapcsolatot megszakított a horvát parlamenttel. A következő hónapban Kninben az SDS vezette szerbek kihirdették az észak-dalmáciai és likai önkormányzatok szövetségének létrehozását. 1990 augusztusában a szerbek elindították a „rönkforradalom” néven ismertté vált mozgalmat, amelynek során a Horvátországtól való elszakadásuk kifejezéseként rönkbarikádokat helyeztek el az utak mentén. Ez gyakorlatilag kettévágta Horvátországot, elválasztva Dalmácia tengerparti régióját az ország többi részétől. Horvátország új alkotmányát 1990 decemberében fogadták el, amelyben a szerbek státuszát „nemzetalkotóból” „nemzeti kisebbségre” csökkentették, ugyanabba a kategóriába sorolva, mint a többi népcsoportot, az olaszokat és a magyarokat. Egyes szerb politikusok később azzal indokolták a független szerb állam iránti igényüket, hogy az új alkotmány ellentmond az 1974-es jugoszláv alkotmánynak, mert véleményük szerint Horvátország jogilag még mindig a Jugoszláv Szocialista Szövetségi Köztársaság része volt, figyelmen kívül hagyva azt a tényt, hogy Szerbia alkotmánya, amelyet három hónappal Horvátországé előtt hirdettek ki több, az 1974-es szövetségi alkotmányt sértő rendelkezést is tartalmazott.
A horvátországi szerbek 1990 júliusában a horvát függetlenséggel szembeni ellenállás összehangolására Szerb Nemzeti Tanácsot hoztak létre. Álláspontjuk az volt, hogy ha Horvátország ki tud válni Jugoszláviából, akkor a szerbek kiválhatnak Horvátországból. Elnöknek Milan Babićot, a Knin városából származó fogorvost választották meg. Babić a Nemzetközi Törvényszék (ICTY) előtti 2004-es perében azt állította, hogy „az 1990–1992-es események során, és különösen politikai karrierje kezdetén erősen befolyásolta és félrevezette a szerb propaganda, amely többször utalt a horvátországi szerbek ellen elkövetett horvát népirtásra, ami a horvátokkal szembeni gyűlölet és félelem légkörét teremtette meg.”  A lázadó horvátországi szerbek Milan Martić, a knini rendőrfőnök vezetésével számos félkatonai milícia egységet hoztak létre.
1990 augusztusában Krajinában népszavazást tartottak a horvátországi szerb „szuverenitás és autonómia” kérdéséről. Mivel a népszavazás kizárólag a szerbekre korlátozódott, így valószínűtlen, 99,7%-os többséggel elfogadták a szerbek szuverenitásáról szóló indítványt. Amint az várható volt, a népszavazást a horvát kormány törvénytelennek és érvénytelennek nyilvánította, és kijelentette, hogy a szerbeknek nincs alkotmányos joguk elszakadni a horvát törvényes területtől, és nincs joguk arra, hogy a franchise-t egy etnikai csoportra korlátozzák.

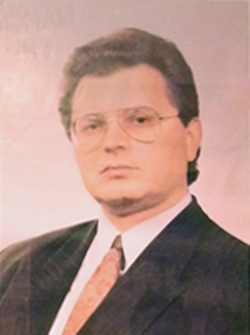
Milan Babić az RKS első elnöke.

Babić kormánya 1990. december 21-én jelentette be a Krajinai Szerb Autonóm Terület (rövidítve SAO Krajina) létrehozását. 1991. március 16-án újabb népszavazást tartottak, amelyen a következő kérdést tették fel: „Támogatja-e Ön a Krajinának a Szerb Köztársasághoz való csatlakozását és Jugoszláviában maradását Szerbiával, Montenegróval és másokkal, akik meg akarják őrizni Jugoszláviát?". A népszavazás 99,8%-os eredménnyel elfogadta a Jugoszláviában maradást, és a krajnai közgyűlés kimondta, hogy „a SAO Krajina területe a Szerb Köztársaság egységes államterületének alkotó része”.  1991. április 1-jén bejelentette, hogy elválik Horvátországtól.  Más kelet-horvátországi szerbek által uralt közösségek bejelentették, hogy szintén csatlakoznak a SAO Krajina-hoz, és nem fizetnek adót a zágrábi kormánynak, és megkezdték a saját valutarendszer, a katonai ezredek és a postai szolgáltatás felállítását.
Horvátországban 1991. május 19-én tartottak népszavazást a függetlenségről, amelyen a választók – a sok bojkottot választó szerb nélkül – túlnyomó többségben a függetlenség mellett szavaztak, a többi jugoszláv állammal való konföderációs unió lehetőségével – 83 százalékos részvétel mellett a szavazók 93 százaléka jóváhagyta a függetlenséget. 1991. június 25-én Horvátország és Szlovénia is kikiáltotta függetlenségét Jugoszláviától. Mivel a JNA a rövid szlovéniai háborúban sikertelenül kísérelte meg elnyomni Szlovénia függetlenségét, szinte azonnal összecsapások törtek ki a lázadó horvátországi szerbek és a horvát biztonsági erők között, aminek következtében több tucat halott volt mindkét oldalon. A szerbeket a JNA egységei (amelynek tagjai ekkor már csak Szerbiából és Montenegróból származtak) is támogatták, amely fegyverekkel látta el őket. Sok horvát félelmében elmenekült otthonából, vagy a lázadó szerbek üldözték el őket. Az Európai Unió és az Egyesült Nemzetek Szervezete sikertelenül kísérelte meg a tűzszünetet és a békerendezést.
1991 augusztusa körül a szerb Krajina és Szerbia vezetői állítólag megállapodtak abban, hogy kampányba kezdenek, amelyet az ICTY ügyészei „közös bűnözői vállalkozásnak” minősítettek, amelynek célja „a horvát és más nem szerb lakosság többségének erőszakos eltávolítása volt az országból. A Horvát Köztársaság területének hozzávetőleg egyharmada egy olyan terület volt, amely egy új, szerbek által uralt állam részévé kívánt válni.” Milan Babić későbbi háborús bűnökkel kapcsolatos perében tett tanúvallomása szerint 1991 nyarán a szerb titkosrendőrség (Milošević parancsnoksága alatt) felállította „a krajnai állambiztonsági és rendőrségi, valamint a szerbiai állambiztonság által irányított egységek párhuzamos struktúráját”. A szerb titkosrendőrség által finanszírozott félkatonai csoportok, például a Vučjak Farkasai és a Fehér Sasok szintén kulcsfontosságú elemei voltak ennek a struktúrának.

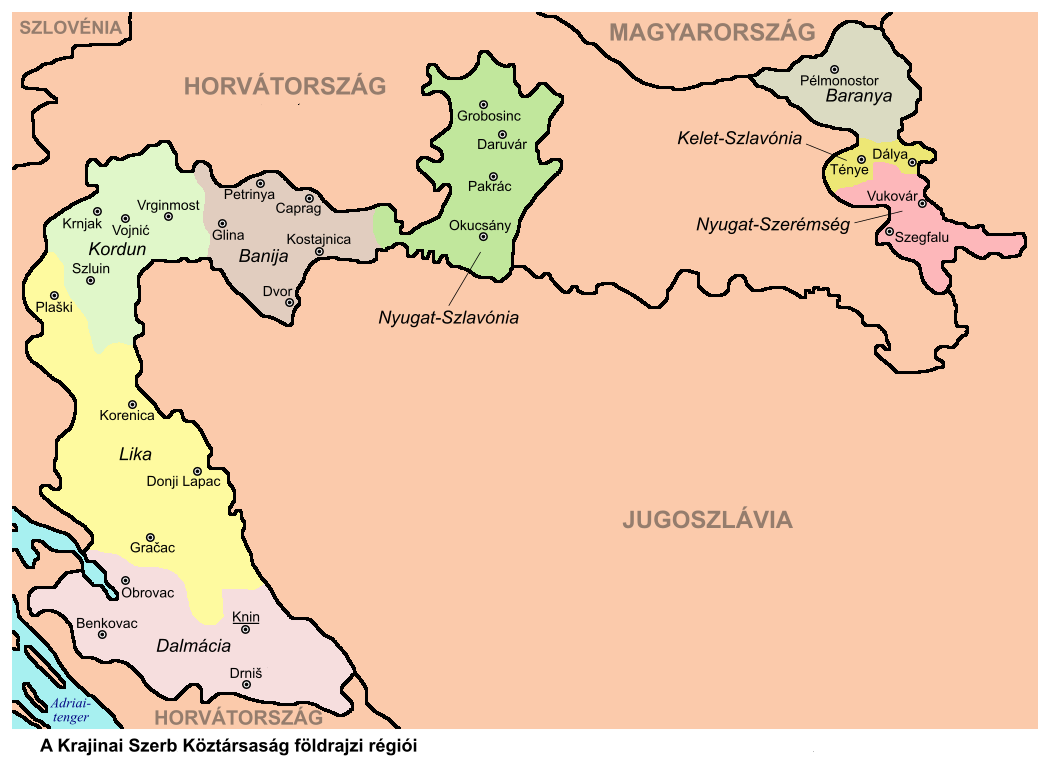
A Krajinai Szerb Köztársaság régiói és nagyobb települései.

1991 augusztusára a háború kiterjedt és a következő hónapokban már a lázadó szerbek ellenőrizték a Horvátország egyharmadát kitevő terület nagy részét. A horvát lakosság nagyon szenvedett, részben elmenekült vagy kilakoltatták, részben számos gyilkossággal elüldözték, ami etnikai tisztogatáshoz vezetett. A harcok nagy része 1991 augusztusa és decembere között zajlott, amikor körülbelül 80 000 horvátot űztek el (és néhányukat meg is öltek). A kelet-szlavóniai harcok során is többen meghaltak vagy kitelepültek (ez a horvát-szerb határ menti terület nem volt a Krajina része, és a fő okozója a konfliktusnak az országnak ezen a részén a JNA volt). Az elűzött horvátok és más nem szerbek teljes száma 170 000 (ICTY) és negyedmillió ember (Human Rights Watch) között mozgott.
1991 második felében Horvátország elkezdte fejleszteni hadseregét, és a helyi rendőri erőket, melyeket legyőzött a lázadó horvátországi szerbeket támogató JNA katonasága. A krajinai erők még teljes egészében a szárazföld belsejében helyezkedtek el, de hamarosan egyre mélyebbre törtek a horvát területek felé. Többek között ágyúzták a horvát tengerparti várost, Zárát, a közeli területeken több mint 80 embert öltek meg, és a šibeniki csata során megrongálták az Észak- és Dél-Horvátországot összekötő Maslenica-hidat. Šibeniket is megpróbálták bevenni, de a JNA támadását a šibeniki csatában a védők sikeresen visszaverték. A JNA erői a városi színházat is bombázták. Vukovár városát teljesen lerombolták a JNA támadásai. Vukovár városa, amely hónapokig verte vissza a JNA támadásait, végül elesett, véget vetve a vukovári csatának.

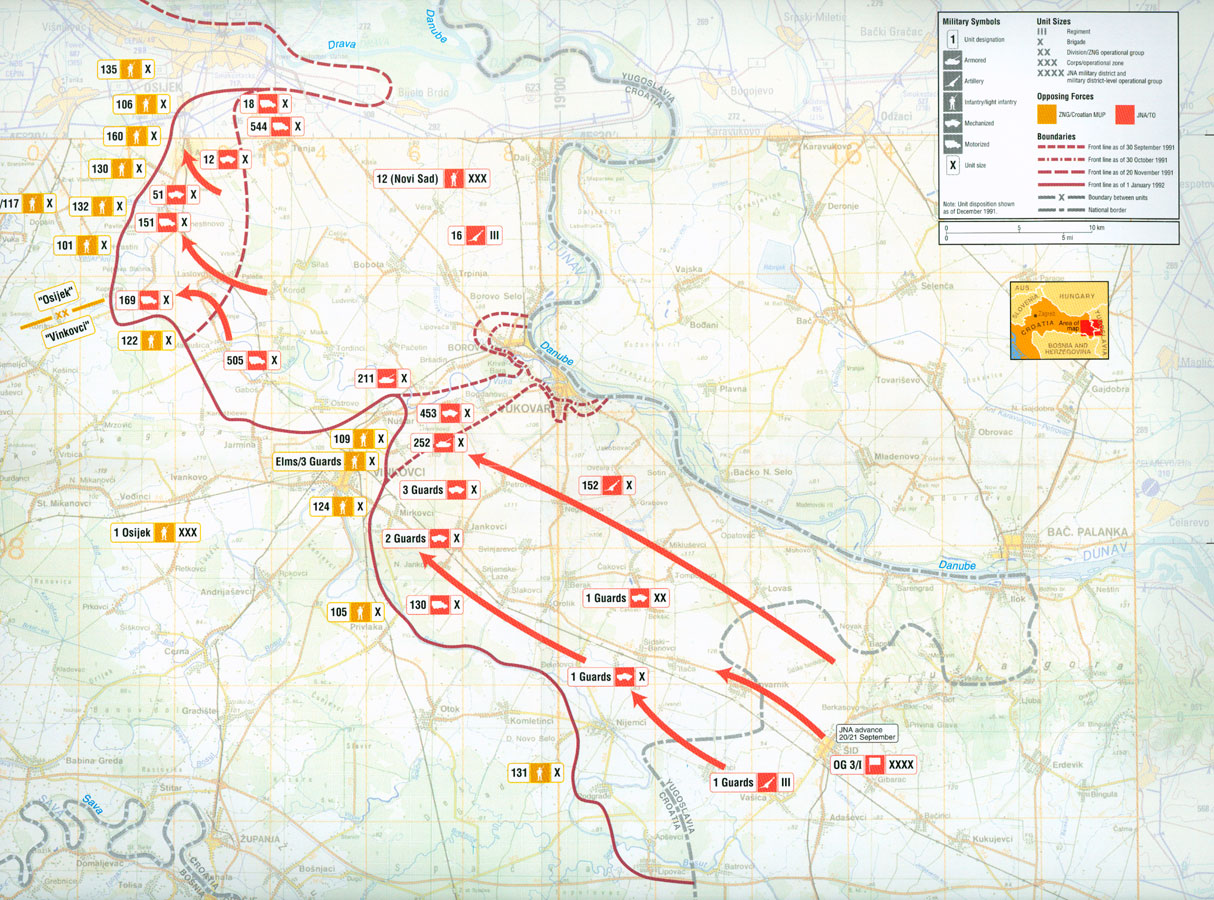
A JNA hadműveletei Kelet-Szlavóniában 1991 szeptembere és 1992 januárja között.

  Vukovár 2000 védőjét megölték, 800-an eltűntek, 22 ezer horvátot pedig elűztek a városból. A sebesülteket a Vukovári Kórházból a Vukovár melletti Ovčarába szállították, ahol kivégezték őket.
1991. december 19-én a krajinai szerbek hivatalosan is kikiáltották a Krajinai Szerb Köztársaságot (RSK). Alkotmánya ugyanazon a napon lépett hatályba. Területe kezdetben csak a Krajanai Szerb Autonóm területre (SAO Krajina) terjedt ki, 1992. február 26-án azonban az RSK-hoz csatlakozott a Nyugat-Szlavóniai Szerb Autonóm Terület, valamint a Szlavóniai, Baranyai és Nyugat-Szerémségi Szerb Autonóm Terület. A Krajinai Szerb Köztársaság hadserege (Srpska Vojska Krajina, SVK) hivatalosan 1992. március 19-én alakult meg. Az RSK a legnagyobb kiterjedésekor mintegy 17,028 km2-es területre terjedt ki.

### Az 1992-es tűzszünet

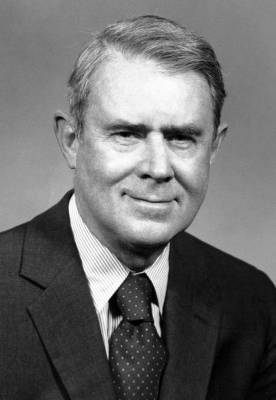
Cyrus Vance amerikai külügyminiszter, a Vance-terv kidolgozója.

Az 1991 novemberében aláírt Vance-terv értelmében Tuđman és Milošević elnökök beleegyeztek a Cyrus Vance által előterjesztett ENSZ béketervbe. A végső tűzszüneti megállapodást, a szarajevói megállapodást, a két fél képviselői 1992 januárjában írták alá, amely megnyitotta az utat a Vance-terv megvalósítása előtt. Ennek értelmében Horvátország területén négy ENSZ Védett Övezetet (UNPA) hoztak létre, amelyekre az RSK is igényt tartott. A terv elrendelte a JNA kivonását Horvátországból, valamint a menekültek visszatérését az UNPA-övezetek területén található otthonaikba.
A JNA 1992 májusában hivatalosan kivonult Horvátországból, de fegyvereinek és katonáinak nagy része a szerbek által birtokolt területeken maradt, melyeket átadtak az RSK biztonsági erőinek. A menekülteket nem engedték vissza otthonaikba, és az RSK-ban maradt horvátok és más nemzetiségűek közül a következő hónapokban sokat kiutasítottak vagy megöltek. 1992. február 21-én az ENSZ Biztonsági Tanácsa egy kezdeti időszakra, az UNPA-övezetek biztonságának biztosítására engedélyezte az Egyesült Nemzetek Védelmi Erejének (UNPROFOR) létrehozását. A megállapodás a következő három évre gyakorlatilag befagyasztotta a frontvonalakat. A Krajina Szerb Köztársaságot de jure nem ismerte el más ország vagy nemzetközi szervezet, de ennek ellenére támogatást kapott Szerbia szövetségeseitől, főként Oroszországtól.

### A tűzszünet utáni időszak
Az UNPROFOR-t a tűzszünet fenntartása érdekében az egész régióban bevetették, bár a gyakorlatban könnyű fegyverzete és korlátozott hadviselési szabályai azt eredményezték, hogy nem volt több megfigyelő erőnél. Totálisan képtelen volt biztosítani, hogy a menekültek visszatérjenek az RSK-ba. A lázadó horvátországi szerbek hatóságai valójában továbbra is erőfeszítéseket tettek annak érdekében, hogy soha többé ne térhessenek vissza, falvakat, kulturális és vallási emlékeket romboltak le, annak érdekében, hogy eltöröljék a Krajina horvát lakosainak a nyomát is. Milan Babić később azt vallotta, hogy ezt a politikát Belgrádból a szerb titkosrendőrség – és végső soron Milošević – vezényelte, aki állítása szerint a Krajina összes közigazgatási intézményét és fegyveres erejét irányította. Ez minden bizonnyal megmagyarázná, hogy a Jugoszláv Néphadsereg miért állt a lázadó horvát szerbek oldalára, annak ellenére, hogy hivatalosan „békefenntartó” erőként tevékenykedett. Milošević tagadta ezt, azt állítva, hogy Babić azt félelemből találta ki. A szerb Krajina hadserege gyakran támadta nehéztüzérséggel a szomszédos Bosznia-Hercegovinai Köztársaságban fekvő Bihácsi enklávét.

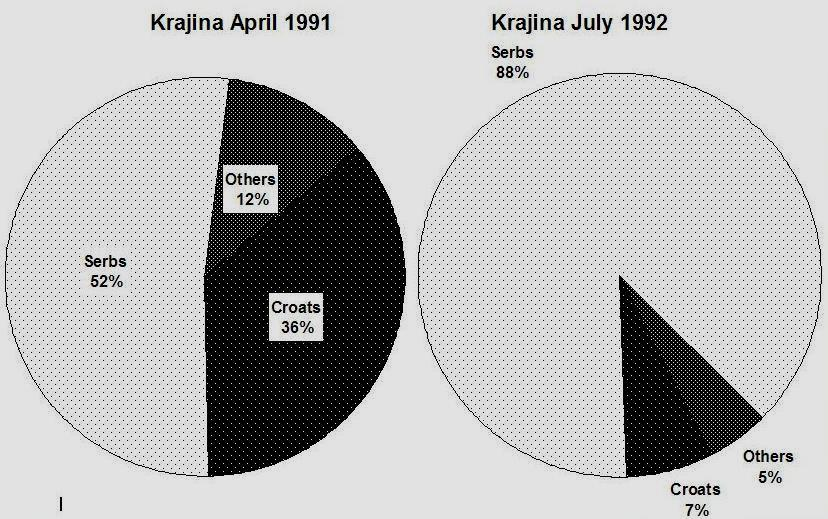
A Krajinai Szerb Köztársaság etnikai összetételének változása 1991 áprilisa és 1992 júliusa között.

1992. december 30-án új horvát megyék létrehozásával a horvát kormány Krajina területén két autonóm régiót (kotar) is elkülönített a szerbek számára:
- Az egyik a Glinai Autonóm Körzet (horvátul: Autonomni kotar Glina, szerbül cirill betűkkel: Аутономни котар Глина) volt. A Glinai Autonóm Körzetben de jure önkormányzatok voltak Glina, Vrginmost, Hrvatska Kostajnica, Dvor és Vojnić.[31]

- A másik Knini Autonóm Körzet (horvátul: Autonomni kotar Knin, szerbül cirill betűkkel: Аутономни котар Книн) volt.

A szerbek azonban ezt túl későnek tartották, mivel már nem autonómiát akartak, hanem már kikiáltották a de facto függetlenséget.
A kerületek valójában soha nem működtek, mivel az önjelölt Krajina Szerb Köztársaság területén helyezkedtek el. A Glinai Autonóm Körzet létezését a Z–4 terv tervezete is tartalmazta, amelyet elutasítottak. A Vihar hadművelet után az autonómiát lehetővé tevő törvény alkalmazását átmenetileg felfüggesztették. 2000-ben a törvény ezen részét hivatalosan hatályon kívül helyezték. 

### A hanyatlás időszaka

Goran Hadžić

A Vance-terv részleges végrehajtása éket vert az RSK kormánya és Szerbia, az RSK fő támogatója és üzemanyag-, fegyver- és pénzszállítója közé. Milan Babić határozottan ellenezte a Vance-tervet, de az RSK közgyűlése felülbírálta. 1992. február 26-án Babićot Goran Hadžić, Milošević hű híve menesztette, és váltotta az RSK elnöki posztján. Babić lényegesen gyengébb figuraként továbbra is részt vett az RSK politikájában. Az RSK pozíciója a következő három évben folyamatosan romlott. A felszínen az RSK-nak megvolt az állam minden eszköze: hadsereg, parlament, elnök, kormány és minisztériumok, valuta és bélyegek, gazdasága azonban teljes mértékben a jugoszláv hátország támogatásától függött, aminek az volt a hatása, hogy importálta az ország hiperinflációját.
A gazdasági helyzet hamarosan katasztrofálissá vált. 1994-re az RSK 430 000 polgárából már csak 36 000 dolgozott. A háború megszakította az RSK kereskedelmi kapcsolatait Horvátország többi részével, így néhány iparága munka nélkül maradt. Kevés saját természeti erőforrásával a szükséges áruk és üzemanyagok nagy részét importálnia kellett. A mezőgazdaság tönkrement, és alig működött jobban a létminimumnál. A szakemberek, hogy megmeneküljenek a köztársaság gazdasági nehézségei elől Szerbiába vagy máshová mentek. Tovább rontotta a helyzetet, hogy az RSK kormánya súlyosan korrupt volt, és a régió a feketepiac és más bűnözői tevékenységek menedékévé vált. Az 1990-es évek közepére világossá vált, hogy békemegállapodás vagy Jugoszlávia támogatása nélkül az RSK gazdaságilag nem életképes. Ez különösen Belgrádban vált nyilvánvalóvá, ahol az RSK nem kívánt gazdasági és politikai teherré vált Milošević számára. Legnagyobb csalódottságára a lázadó horvátországi szerbek visszautasították kormányának a konfliktus rendezésére irányuló követeléseit.

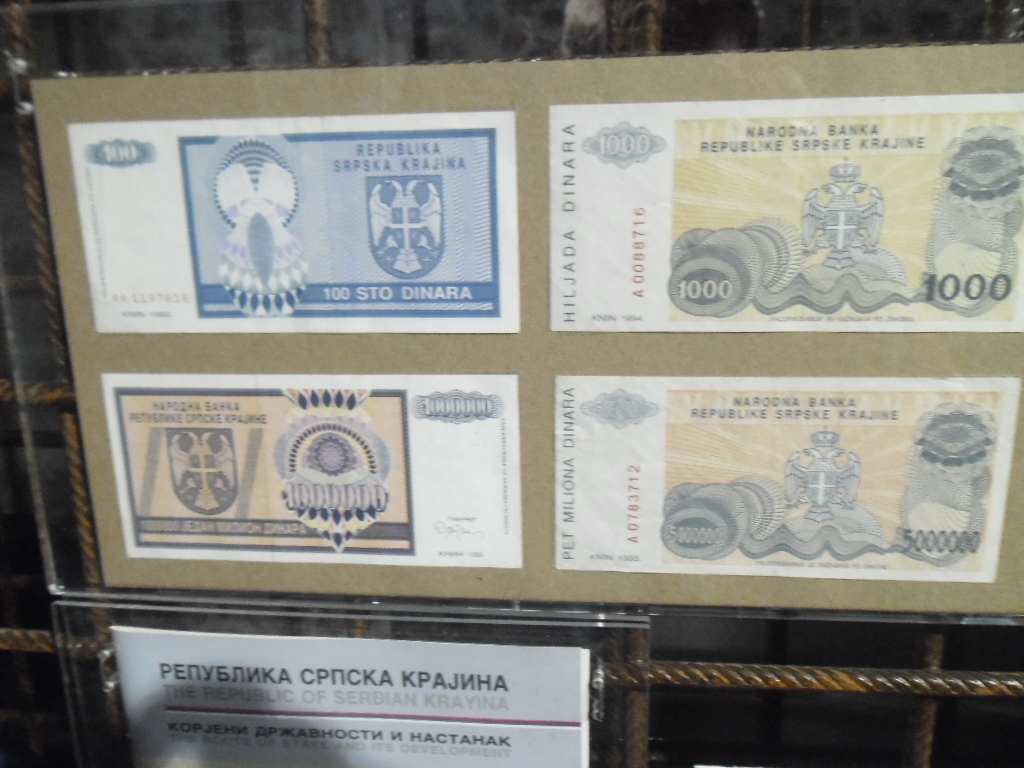
A krajinai dínár az RSK pénzneme.

1992 júliusában az RSK a jugoszláv dinárral párhuzamosan kibocsátotta saját valutáját, a krajinai dinárt (HRKR). Ezt követte az először 1993. október 1-jén kibocsátott, 1 000 000 régi dinárnak megfelelő „októberi dinár” (HRKO), valamint az „1994. évi dinár”, amelyet először 1994. január 1-jén bocsátottak ki, és 1 000 000 000 októberi dinárnak felelt meg. Az RSK gyengesége hátrányosan érintette saját fegyveres erőit, a Szerb Krajina hadseregét (VSK) is. Az 1992-es tűzszüneti megállapodás után amerikai vállalkozók segítségével Horvátország sokat költött fegyverimportra és fegyveres erőinek kiképzésére. Ezzel szemben a VSK folyamatosan gyengült, katonái kevéssé motiváltak, képzettek és felszereltek voltak. Egy körülbelül 600 km-es horvátországi frontra, valamint a boszniai Bihácsi enklávéval határos mintegy 100 km-es frontra, mindössze körülbelül 55 000 főt tudtak kiállítani. Kelet-Szlavóniában 16 000-en állomásoztak, és csak körülbelül 39 000-en maradtak az RSK fő részének védelmében. Összességében is csak mintegy 30 ezer fő mozgósításra voltak képesek a teljes, és sokkal erősebb horvát hadsereggel szemben. Emellett a Hadžić és Babić közötti politikai megosztottság időnként fizikai, sőt néha fegyveres összetűzéshez vezetett támogatóik között.

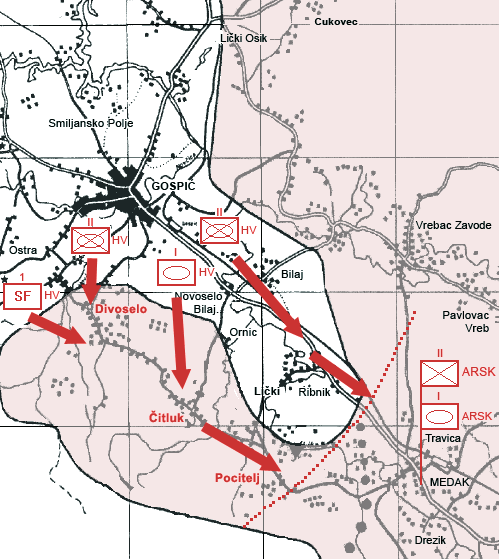
A medaki zseb hadművelet térképe.

 Egy benkovaci incidensben magát Babićot is megtámadták és megverték.
1993 januárjában az újjáéledt horvát hadsereg megtámadta a dél-horvátországi Maslenica körüli szerb állásokat, ami korlátozta a Novigradon keresztüli tengerhez való hozzáférésüket.
1993 közepén az RSK hatóságai kampányba kezdtek az Egyesült Szerb Köztársaság hivatalos létrehozására. 1993 szeptemberében a második offenzíva során a horvát hadsereg lerohanta a dél-krajnai ún. Medaki-zsebet, hogy visszaszerezze a szerbek által birtokolt horvát területeket. Bár ezt az akciót a nemzetközi diplomácia megakasztotta, és a lázadó horvátországi szerbek elég gyorsan hoztak erősítést, a horvátok erősebbnek bizonyultak. Hadžić sürgős kérést küldött Belgrádnak erősítés, fegyver és felszerelés iránt. Válaszul erősítésként Vojislav Šešelj (a Fehér Sasok) és Arkan (a Szerb Önkéntes Gárda) parancsnoksága alatt körülbelül 4000, félkatonai szervezethez tartozó katona érkezett.

### A Villám és a Vihar hadművelet

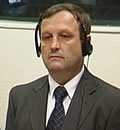
Milan Martić az RSK utolsó elnöke.

Miután mindkét oldal elutasította a Z-4 reintegrációs tervet, az RSK története 1995-ben ért véget, amikor a horvát erők a Villám hadműveletben (horvátul: Operacija Bljesak) májusban átvették az irányítást Nyugat-Szlavónia felett, majd augusztusban, a Vihar hadműveletben (horvátul: Operacija Oluja) a megszállt Horvátország nagy részét is visszafoglalták. A krajnai szerb legfelsőbb védelmi tanács Milan Martić elnök vezetésével ülésezett, hogy megvitassák a helyzetet. 1995. augusztus 4-én 16 óra 45 perckor döntés született arról, hogy „Knin, Benkovac, Obrovac, Drniš és Gračac településekről megkezdik a katonai szolgálatra alkalmatlan lakosság evakuálását”.

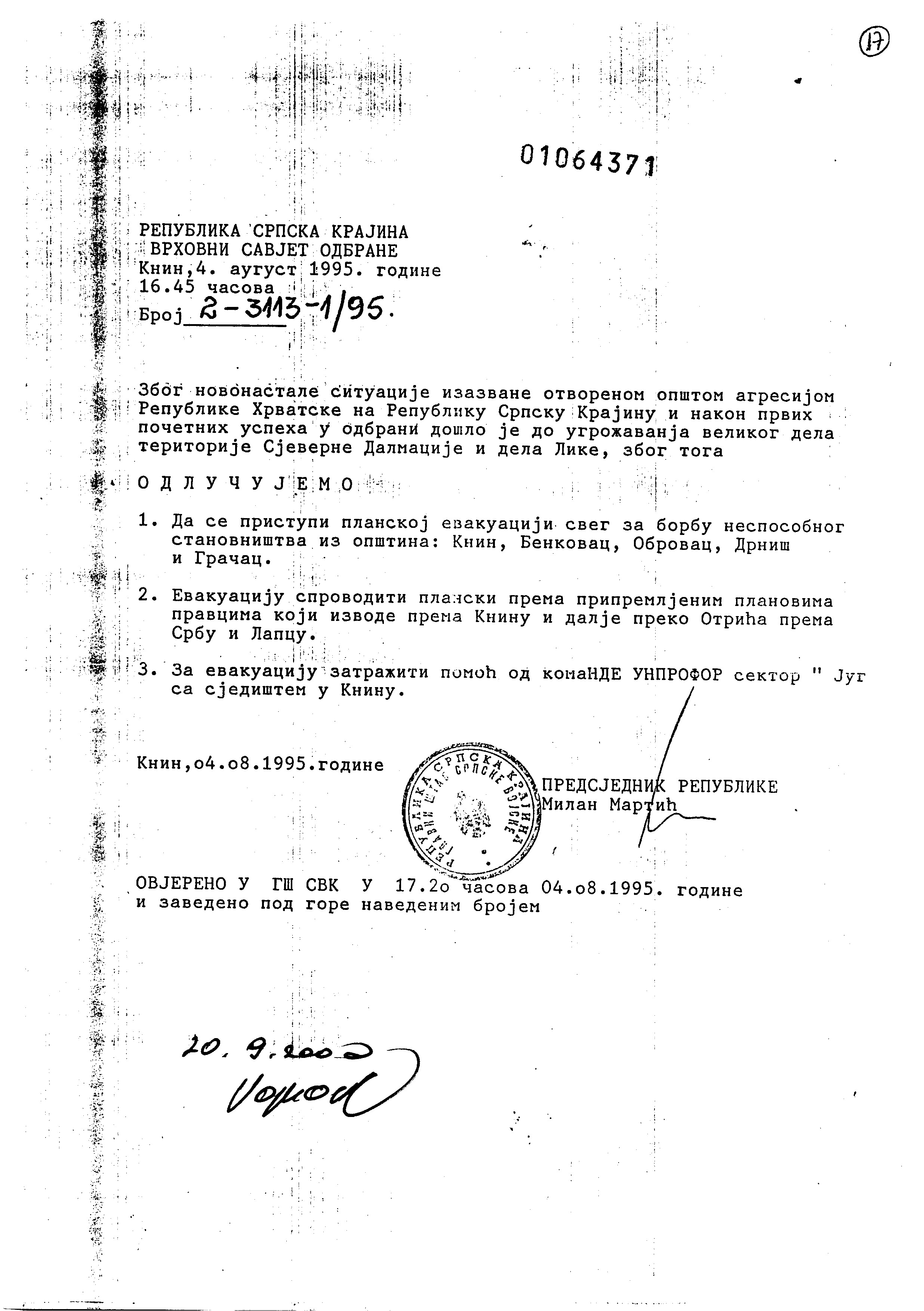
Milan Martić parancsa a civilek evakuálására a Krajinai Szerb Köztársaság katonai műveletek által érintett területeiről.

 Az RSK-t feloszlatták, és szerb lakosságának nagy része (mintegy 150 000 – 200 000 fő) elmenekült. Csak 5-6000, főként idős ember maradt. Ivo Goldstein horvát történész ezt írta: „A szerbek elvándorlásának okai összetettek. Néhányuknak azért kellett elhagyniuk hazájukat, mert a szerb hadsereg arra kényszerítette őket, míg mások a horvát hadsereg vagy korábbi horvát szomszédaik bosszújától tartottak, akiket elűztek, és akiknek az otthonait többnyire kifosztották (és később kiderült, hogy ez a félelem korántsem volt alaptalan)”. A menekültek nagy része a mai Szerbiába, Boszniába és Kelet-Szlavóniába menekült. A távozást megtagadók egy részét a horvát hadsereg és a rendőrség meggyilkolta, megkínozta és erőszakkal űzte el.
2001 és 2012 között a volt Jugoszláviával foglalkozó Nemzetközi Büntető Törvényszék (ICTY) vádat emelt Ante Gotovina, Mladen Markač és Ivan Čermak horvát tábornokok ellen. Gotovina és társai perében a Vihar hadművelet alatt és azt követően elkövetett bűncselekményekben való részvételük miatt folyt az eljárás. A vádirat az emberiesség elleni bűncselekményeket, valamint a háborús törvények és szokások megsértését, valamint több gyilkosságot, széles körben elterjedt gyújtogatást és kifosztást írt le, amelyet horvát katonák követtek el. 2011 áprilisában Gotovinát és Markačot elítélték és börtönbüntetésre ítélték, Čermakot pedig felmentették. Gotovina és Markač fellebbezett az ítélet ellen, és 2012 novemberében az ICTY fellebbviteli tanácsa felmentve őket hatályon kívül helyezte ítéletüket.

## A későbbi események

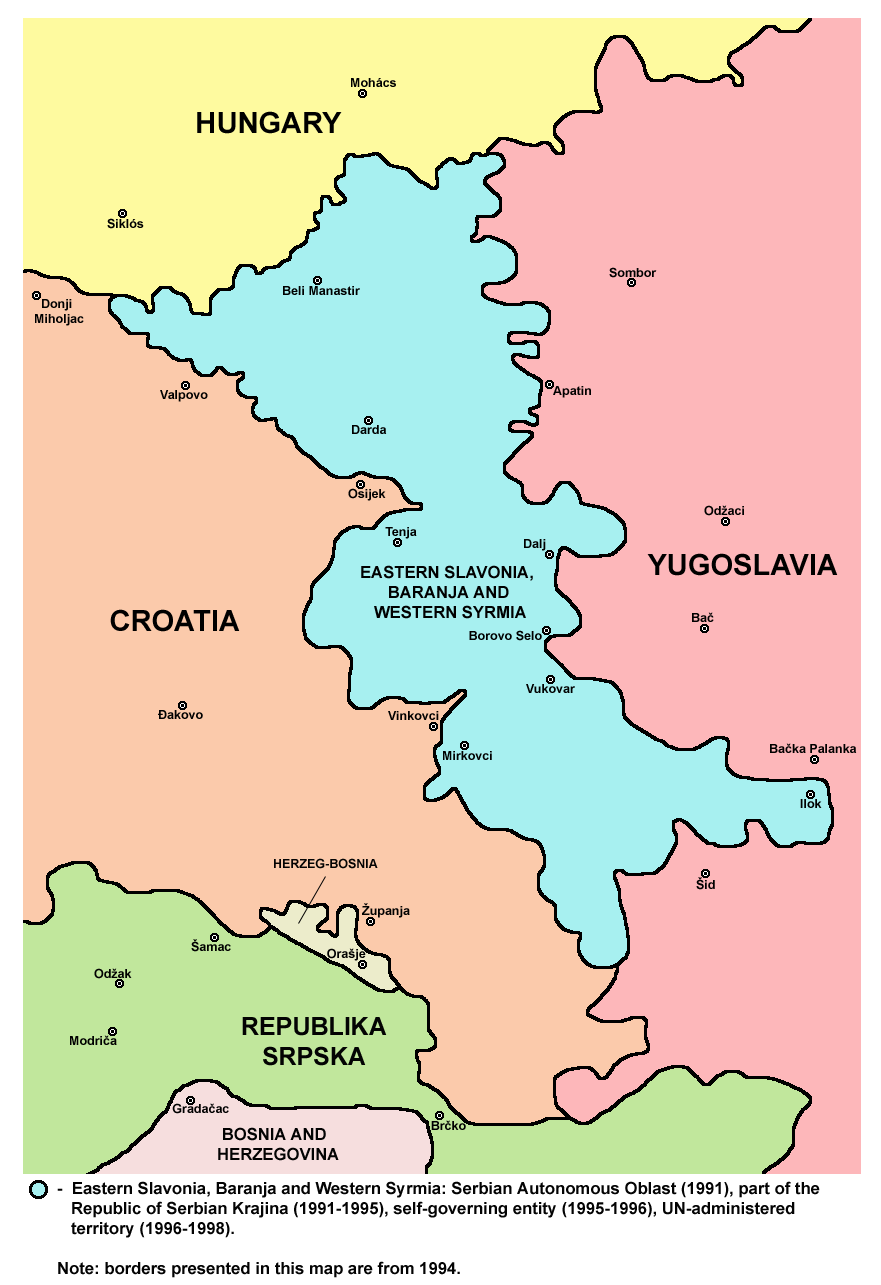
Kelet-Szlavónia, Baranya és a Nyugat-Szerémség térképe 1994-ből, amely Szerb Autonóm Terület (1991), a Szerb Krajina Köztársaság része (1991-1995), önkormányzati egység (1995-1996) és az ENSZ által igazgatott terület (1996-1998) volt.

Az egykori RSK kelet-horvátországi (Duna menti) részei Kelet-Szlavóniában, Baranyában és a Nyugat-Szerémségben az RSK veresége után is fennmaradtak. 1995-ben Milan Milanović, aki korábban a Krajinai Szerb Köztársaság hadseregének tisztje volt, a szerb fél képviselőjeként aláírta az ún. Erdut-megállapodást. A horvát kormány képviselője által aláírt megállapodást az Egyesült Nemzetek Szervezete támogatta, és átmeneti időszakot hozott létre, amely során 1996. január 15-től az Egyesült Nemzetek Kelet-Szlavóniai, Baranyai és Nyugat-Szerémségi Átmeneti Hatósága (UNTAES) felügyeli a békefenntartó missziót ennek a területnek a békés visszaintegrálása Horvátországba. 1998-ban az UNTAES misszió befejeződött, és a területet formálisan visszaadták Horvátországnak. Az Erduti Megállapodás alapján 1997-ben megalakult a térségben a Közös Önkormányzati Tanács.
A békés reintegráció után azonban két dunamenti szerb enklávé, a šarengradi és a vukovári szerb katonai ellenőrzés alatt maradt. 2004-ben a szerb hadsereget kivonták az enklávékból, és helyükre a szerb rendőrség lépett. Az enklávék sorsa továbbra is nyitott kérdés maradt, mivel a horvát fél ragaszkodott a Jugoszláviáról szóló Békekonferencia Választottbírósági Bizottsága (Badinter Bizottság) határozatainak végrehajtásához.
1995-ben Šibenik és Vodice elleni tüzérségi támadások miatt egy horvát bíróság távollétében 20 év börtönbüntetésre ítélte Goran Hadžić volt RSK elnököt. 1999-ben további 20 évre ítélték az Eszék melletti Tényén elkövetett háborús bűnökért, 2002-ben pedig a horvát államügyész újabb vádat emelt ellene közel 1300 horvátnak Vukováron, Eszéken, Vinkovcén, Zsupanyán és másutt elkövetett meggyilkolása miatt. 2004. június 4-én az ICTY 14 rendbeli háborús és emberiesség elleni bűncselekmény miatt emelt vádat ellene. 2011-ben letartóztatták, és kiadták Hágának, ahol ugyanabban az évben július 25-én tartották első bírósági tárgyalását. A háború után számos, az RSK-t alkotó várost és települést különleges igazgatású területté jelöltek ki.

## Az RSK kormányzata

### Elnökök
- Milan Babić (1991. december 19. – 1992 február 16.)
- Mile Paspalj (1992. február 16. – 1992. február 26.) (ideiglenes)
- Goran Hadžić (1992 február 26. – 1994. január 26.)
- Milan Martić (1994. január 26. – 1995. augusztus 7.)

### Miniszterelnökök
- Dušan Vještica (1991. december 19. – 1992. február 16.)
- Risto Matković (1992. február 16. – 1992. február 26.) (ideiglenes)
- Zdravko Zečević (1992. február 26. – 1993. április 21.)
- Đorđe Bjegović (1993. április 21. – 1994. március 27.)
- Borislav Mikelić (1994. március 27. – 1995. július 27.)
- Milan Babić (1995. július 27. – 1995. augusztus 7.)

### Az Országgyűlés elnöke
- Mile Paspalj

## Epilógus
A Krajinai Szerb Köztársaság annak a jelenségnek a részeként jött létre, amely a 20. század utolsó évtizedét jellemezte. Az ideológiai diktatúra és a katonai erő keverékével fenntartott multinacionális országok romjain, kommunista rendszer összeomlásával létrejövő nemzeti államok megalakulásával. Azonban ellentétben a Csehszlovákiában lezajlott békés szakadással és a Szovjetunió kevésbé konfliktusos felbomlásával – ahol helyi erőszakos etnikumok közötti konfliktusok és konfrontációk voltak – az egykori Jugoszláv Szocialista Szövetségi Köztársaság területén valóságos háború dúlt.
A Krajinai Szerb Köztársaság esetében Horvátország függetlenségének 1991-es kikiáltása után a nagyszerb politika az volt, hogy bekebelezze egész Horvátországot, és amikor ez nem sikerült, elfoglalja a Karlobag – Ogulin – Károlyváros – Verőce vonalig terjedő területet, azaz a Horvát Köztársaság mintegy 70%-át. A terv kudarca után megállt Horvátország területe 26%-ának elfoglalásánál. A Horvátország és Bosznia-Hercegovina egyes részeit elszakító és annektáló szerb politikát a szerb nép többsége támogatta, mind Horvátországban, mind az egész egykori Jugoszláviában. Ugyanakkor azt is meg kell jegyezni, hogy azok a szerbek, akik úgy döntöttek, hogy a horvát kormány által ellenőrzött területen maradnak, lojális horvát állampolgárnak bizonyultak, és sokan közülük a horvátországi háború alatt is a horvát hadseregben szolgáltak.
Az RSK megszűnése után a Szerbiához csatolásáért vívott háború által hátrahagyott emberáldozatokon és anyagi károkon kívül semmi nem maradt belőle, csak dokumentumok főbb vezetőinek törvényszéki tárgyalásáról. Az általuk elkövetett bűncselekmények között szerepelt 170 000 horvát és más nem szerb elüldözése, tömeges, embertelen börtönkörülmények közötti bebörtönzés, testi és lelki bántalmazás, katonák és civilek meggyilkolása és elfogása, valamint gyakorlatilag minden más elképzelhető háborús bűncselekmény.

### Könyvek
- Rašković, Jovo. Srpska Krajina, avgust 1995, izgon : žrtve agresije Hrvatske vojske na Republiku Srpsku Krajinu (Oluja) Sjeverna Dalmacija, Lika, Banija, i Kordun. Svetigora (1998). ISBN 978-86-7092-003-3
- The Ashgate Research Companion to Secession. Ashgate Publishing, Ltd. (2013). ISBN 978-1-4094-7652-8
- Jovan Ilić. The Serbian question in the Balkans. Faculty of Geography, University of Belgrade (1995). ISBN 9788682657019
- Pavkovic, Aleksandar. The Fragmentation of Yugoslavia: Nationalism and War in the Balkans. Springer (2000). ISBN 978-0-230-28584-2
- Štrbac, Savo. Gone with the Storm: A Chronicle of Ethnic Cleansing of Serbs from Croatia. Knin, Banja Luka, Beograd: Grafid, DIC Veritas (2015). ISBN 9789995589806
- Barić, Nikica. Srpska pobuna u Hrvatskoj 1990-1995 (horvát nyelven). Zagreb: Golden marketing, Tehnička knjiga (2005). ISBN 953-212-249-4
- Српска Краjина: историjски темељи и настанак. Knin: Iskra (1994). ISBN 86-82393-01-8
- Horvat, Rudolf. Najnovije doba hrvatske povjesti (horvát nyelven). Matica hrvatska (1906)
- Novaković, Kosta. Српска Краjина: (успони, падови уздизања). Knin: SKD Zora (2009). ISBN 978-86-83809-54-7
- Pálffy, Géza. The Habsburg Defense System in Hungary Against the Ottomans in the Sixteenth Century: A Catalyst of Military Development in Central Europe, Warfare in Eastern Europe, 1500-1800. Brill Publishers (2012). ISBN 9789004221987
- Sekulić, Milisav. Knin je pao u Beogradu. Nidda Verlag. (2000)
- Republika Srpska Krajina (1996)
  - Krestić, V.. Republika Srpska Krajina, Državno i istorijsko pravo Hrvatske: koreni zla i sukoba sa Srbima. Topusko: SKD Sava Mrkalj, 95–102. o. (1996)

### Folyóiratok
- Pavlaković, V. (2013). „Symbols and the culture of memory in Republika Srpska Krajina”. Nationalities Papers 41 (6), 893–909. o. DOI:10.1080/00905992.2012.743511.
- (2014) „The Short and Brutish Life of Republika Srpska Krajina: Failure of a De Facto State”. Ethnopolitics 13 (4), 309–327. o. DOI:10.1080/17449057.2013.864805.
- Vego, Marko (1993. október 1.). „The Army of Serbian Krajina”. Jane's Intelligence Review 5 (10), 493–. o.
- Cigar, N. (1993). „The Serbo‐Croatian war, 1991: Political and military dimensions”. The Journal of Strategic Studies 16 (3), 297–338. o. DOI:10.1080/01402399308437521.
- (2003) „Discourses, Actors, Violence: The Organisation of War-escalation in the Krajina region of Croatia 1990—91”. Potentials of Disorder: Explaining Conflict and Stability in the Caucasus and in the Former Yugoslavia, 23–45. o.
- Doder, D. (1993). „Yugoslavia: new war, old hatreds”. Foreign Policy 91 (91), 3–23. o. DOI:10.2307/1149057. JSTOR 1149057.
- (2010) „Storming to Partition: Croatia, the United States, and Krajina in the Yugoslav War”. Small Wars & Insurgencies 21 (4), 537–560. o. DOI:10.1080/09592318.2010.518852.

### Dokumentumok
- szerk.: Jarčević, S.: Republika Srpska Krajina: državna dokumenta. Agencija "Miroslav"; Kosmos (2005)
- Final Report of the United Nations Commission of Experts, 28 December 1994: The military structure, strategy and tactics of the warring factions. UN. [2012. július 28-i dátummal az eredetiből archiválva].

## Fordítás
Ez a szócikk részben vagy egészben  a   Republic of Serbian Krajina című angol Wikipédia-szócikk ezen változatának fordításán alapul.  Az eredeti cikk szerkesztőit annak laptörténete sorolja fel. Ez a jelzés csupán a megfogalmazás eredetét és a szerzői jogokat jelzi, nem szolgál a cikkben szereplő információk forrásmegjelöléseként.